# Watchmaker
A Watchmaker amerikai death metal zenekar volt 1997 és 2006 között.

## Története
Az együttes Bostonban alakult meg. Brian Livoli énekes alapította barátaival együtt. További tagok: Paul Vaughn - gitár, Tim Donovan - gitár, Nick Kirlis - basszusgitár, Michael Garret - ütős hangszerek. Tim Donovan és Michael Garret elhagyták a zenekart az évek alatt. Nevüket a "Watchmen" című könyv egyik fejezetéről kapták. Első nagylemezüket 2001-ben adták ki. 2003-ban és 2005-ben is piacra dobtak nagylemezeket. Ezeken kívül még két EP-t és egy válogatáslemezt tartalmaz a zenekar diszkográfiája. Albumaikat a független "Wonderdrug Records" és "Bestial Onslaught Productions" kiadók jelentették meg.

## Tagok
- Nick Kirlis - basszusgitár
- Mark York - gitár
- Paul Vaughan - gitár
- Brian Livoti - ének

## Diszkográfia
- Kill.Crush.Destroy. (nagylemez, 2001)
- Kill.Fucking.Everyone. (nagylemez, 2003)
- Erased from the Memory of Man (nagylemez, 2005)
- Hirudinea / Watchmaker (split lemez, 2006)
- Kill.Crush.Destroy. / Hirudinea Split E.P. (2015)
- Kill.Fucking.Everyone. / Erased from the Memory of Man (válogatáslemez, 2015)